# Уразбаевский пруд
Уразбаевский пруд (по д. Уразбаево) находится в Ишимбайском районе Башкортостана, административно в Иткуловском сельсовете, возле деревни Уразбаево. Один из 4 крупнейших прудов района, туристическая достопримечательность.

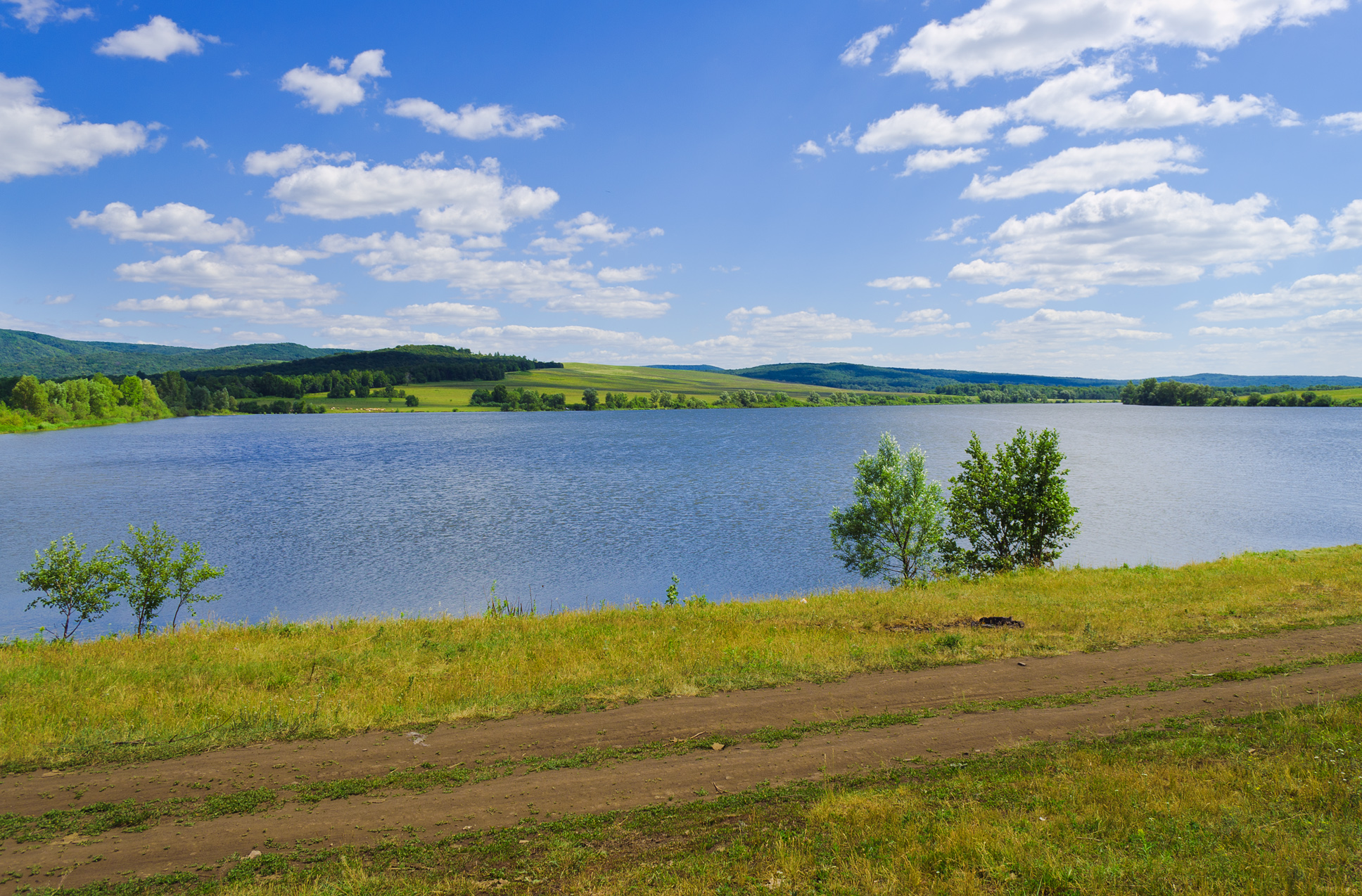

Образована в 1973 году запруживанием р. Базъелга (также известна как Баз-Елга). Объём: 2500 тыс. м³, площадь 77,0 га.